# まずいリズムでベルが鳴る
『まずいリズムでベルが鳴る』（まずいリズムでベルがなる）は、大沢誉志幸の1作目のスタジオ・アルバム。

## 解説
クラウディ・スカイ解散後にリリースしたソロ1作目のアルバム。コーラスに沢田研二、アン・ルイス、山下久美子、佐野元春が参加している。
「プラトニックダンサー」の編曲で参加した北島健二は、大沢と同じエピックの所属アーティストであるFENCE OF DEFENSEのメンバー。
大沢、銀色夏生、大村雅朗の3人のタッグで制作されたアルバムは、本作を含めて『SCOOP』、『CONFUSION』の3作品となった。

## リリース
1983年6月22日にEPIC・ソニーよりLPレコード、カセットの2形態でリリース。CDは翌年1984年8月1日リリース。1993年10月1日に、デジタルリマスター盤CDで再リリース。現行盤は2013年7月17日にソニー・ミュージックダイレクトよりリリースされたBlu-spec CD2となっている。
このアルバムと同時発売で1作目のシングル「彼女には判らない(Why Don't You Know)」がリリース。

## 収録曲

### LPレコード, CT
| 全編曲: 大村雅朗（特記以外）。 |                          |           |            |       |
| #                              | タイトル                 | 作詞      | 作曲       | 時間  |
| 1.                             | 「e-Escape」             | 銀色夏生  | 大沢誉志幸 | 3:33  |
| 2.                             | 「サディスティックCafé」 | 銀色夏生  | 大沢誉志幸 | 3:29  |
| 3.                             | 「Jokeでシェイク」       | 銀色夏生  | 大沢誉志幸 | 3:28  |
| 4.                             | 「宵闇にまかせて」       | 銀色夏生  | 大沢誉志幸 | 3:39  |
| 5.                             | 「キッスはそこまで」     | 銀色夏生  | 大沢誉志幸 | 3:14  |
| 合計時間:                      | 合計時間:                | 合計時間: | 合計時間:  | 17:23 |

| 全編曲: 大村雅朗（特記以外）。 |                                           |                    |            |       |
| #                              | タイトル                                  | 作詞               | 作曲       | 時間  |
| 1.                             | 「彼女には判らない (Why Don't You Know)」 | 銀色夏生           | 大沢誉志幸 | 4:01  |
| 2.                             | 「Deep Sleep」                            | 銀色夏生           | 大沢誉志幸 | 4:16  |
| 3.                             | 「ベッドからLove Call」                   | 銀色夏生           | 大沢誉志幸 | 3:31  |
| 4.                             | 「プラトニックダンサー」(編曲: 北島健二)  | 銀色夏生・柳川英巳 | 大沢誉志幸 | 4:06  |
| 5.                             | 「まずいリズムでベルが鳴る」              | 銀色夏生           | 大沢誉志幸 | 4:53  |
| 合計時間:                      | 合計時間:                                 | 合計時間:          | 合計時間:  | 20:47 |

#### CD
| 全編曲: 大村雅朗（特記以外）。 |                                           |                    |            |       |
| #                              | タイトル                                  | 作詞               | 作曲       | 時間  |
| 1.                             | 「e-Escape」                              | 銀色夏生           | 大沢誉志幸 | 3:33  |
| 2.                             | 「サディスティックCafé」                  | 銀色夏生           | 大沢誉志幸 | 3:29  |
| 3.                             | 「Jokeでシェイク」                        | 銀色夏生           | 大沢誉志幸 | 3:28  |
| 4.                             | 「宵闇にまかせて」                        | 銀色夏生           | 大沢誉志幸 | 3:39  |
| 5.                             | 「キッスはそこまで」                      | 銀色夏生           | 大沢誉志幸 | 3:14  |
| 6.                             | 「彼女には判らない (Why Don't You Know)」 | 銀色夏生           | 大沢誉志幸 | 4:01  |
| 7.                             | 「Deep Sleep」                            | 銀色夏生           | 大沢誉志幸 | 4:16  |
| 8.                             | 「ベッドからLove Call」                   | 銀色夏生           | 大沢誉志幸 | 3:31  |
| 9.                             | 「プラトニックダンサー」(編曲: 北島健二)  | 銀色夏生・柳川英巳 | 大沢誉志幸 | 4:06  |
| 10.                            | 「まずいリズムでベルが鳴る」              | 銀色夏生           | 大沢誉志幸 | 4:53  |
| 合計時間:                      | 合計時間:                                 | 合計時間:          | 合計時間:  | 38:10 |

### 楽曲解説
1. e-Escape　
  - 2作目のシングルとしてシングルカット。
2. サディスティックCafé
3. Jokeでシェイク
4. 宵闇にまかせて
  - 吉川晃司が1999年発売のアルバム『HOT ROD』でカバー。
5. キッスはそこまで
6. 彼女には判らない (Why Don't You Know)
  - デビュー曲。
7. Deep Sleep
8. ベッドからLove Call
9. プラトニックダンサー
10. まずいリズムでベルが鳴る

## 参考資料
- アルバム『まずいリズムでベルが鳴る』（EPIC・ソニー、1983年）
- アルバム『[I.D] Y BEST COLLECTION』（EPICレコード、1998年）